# Die Hard : Piège de cristal (jeu vidéo)
Cet article concerne le jeu vidéo. Pour le film du même nom, voir Die Hard: Piège de cristal.
Die Hard : Piège de cristal (Die Hard: Nakatomi Plaza) est un jeu vidéo de tir en vue à la première personne développé et commercialisé sur système Microsoft Windows. Le jeu utilisait à l'origine un moteur de jeu modifié build engine, par la suite GoldSrc, avant d'être finalisé sur moteur LithTech (en). Le jeu est intégralement doublé et sous-titré en français.

## Système de jeu
Die Hard: Piège de cristal retranscrit des éléments de jeu de tir à la première personne. Le scénario reprend celui du premier film de la saga Die Hard intitulé Piège de cristal et ses dialogues. Le joueur incarne John McClane, protagoniste de la série, tentant de stopper une attaque terroriste au Nakatomi Plaza. Les niveaux du jeu se basent sur chaque étage exposé dans le film. Certaines scènes du film ont également été recréées,.